# متیو تاون
متیو تاون (به انگلیسی: Matthew Town) شهری در کشور باهاما است که جمعیت آن در سرشماری سال ۲۰۰۹ میلادی، ۴۳۵ نفر بوده‌است.